# 홍콩의 공영 주택

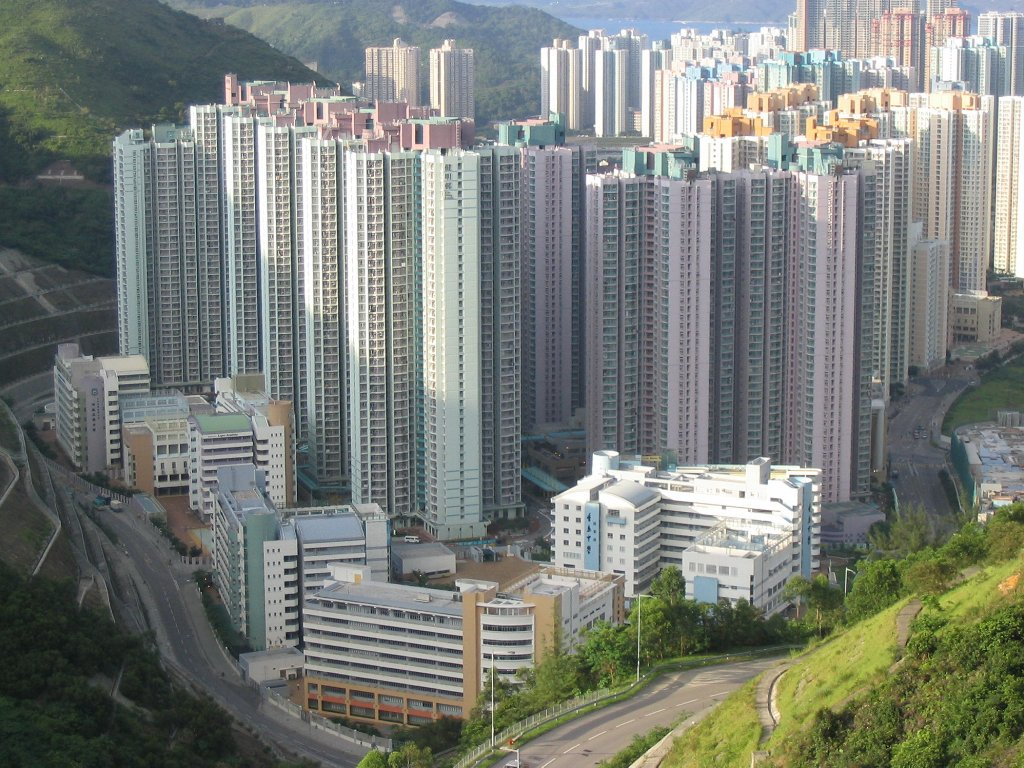

홍콩의 공영 주택(Public housing in Hong Kong)은 홍콩 정부가 저소득층 주민들에게 저렴한 주택을 제공하는 일련의 대규모 주택 프로그램이다. 이는 홍콩 주택의 주요 구성 요소로, 현재 인구의 거의 절반이 어떤 형태로든 공영 주택에 거주하고 있다. 공영 주택 정책은 섹깁메이(Shek Kip Mei)에서 발생한 화재로 인해 수천 채의 판자집이 파괴되고 정부가 가난한 사람들을 위한 주택 건설을 시작한 후인 1954년으로 거슬러 올라간다.
공영 주택은 주로 홍콩주택청(Hong Kong Housing Authority)과 홍콩주택협회(Hong Kong Housing Society)가 건설한다. 임대료와 가격은 민간 주택에 비해 현저히 낮으며 정부가 막대한 보조금을 지급하고 있으며, 거주지 내 또는 근처의 주차장과 상점에서 징수된 임대료와 요금 등의 수입원에서 부분적으로 수익을 회수한다.
많은 공영 주택 단지가 신계지의 신도시에 건설되었지만, 도시 확장으로 인해 일부 오래된 부동산이 중앙 도시 지역 깊숙이 남아 있게 되었다. 완차이(Wan Chai) 지역을 제외한 홍콩의 모든 지역에서 발견된다. 대부분의 공영 주택은 고층 건물에 제공되며 최근 블록은 일반적으로 40층 이상으로 구성된다.
최근 정부는 국민의 요구를 충족시키기보다는 경제적 이익을 우선시하기 시작했다. 이로 인해 개인 주택을 구입할 여유가 없는 많은 시민들이 분할된 아파트와 침대 공간이 있는 아파트에서 숙박 시설을 찾게 되었다. 2020년 9월 말 현재 PRH에 대한 일반 신청은 약 156,400건, 할당량 및 포인트 시스템에 따른 비노인 1인 신청은 약 103,600건이었다.